# Sacculina nectocarcini
Sacculina nectocarcini is een krabbezakjessoort uit de familie van de Sacculinidae. De wetenschappelijke naam van de soort is voor het eerst geldig gepubliceerd in 2006 door Gurney, Rybakov, Høeg & Kuris.